# موزه هند
موزه هُند (پشتو: هنډ لرغونتون) (انگلیسی: Hund Museum) یک موزه باستان‌شناسی است واقع در روستای هُند، نزدیک کرانه رود سند در شمال اتک در ناحیه سوابی ایالت خیبر پختونخوا پاکستان. و سالانه مورد بازدید تعداد کثیری از گردشگران قرار می‌گیرد.

## کاوش‌های باستان‌شناسی و احداث موزه
پروژهٔ محوطه باستان‌شناسی و گردشگری تاریخی هند در سال ۱۹۹۴ با بودجه‌ای معادل ۱۴٫۶ میلیون روپیه کلید خورد. کاوش‌ها و حفاری‌ها از ژوئن ۱۹۹۶ در محدودهٔ هند آغاز شد. از هنگام شروع پروژهٔ کاوشگری تا لحظه احداث موزه، بناهای چشم‌گیر، سکه‌ها، جواهرات و سایر اثاثیه خانه مربوط به عصر پادشاهی یونانی هند و دوران امپراتوری کوشان، حکومت هندوشاهی و دوره‌های اسلامی از دل خاک بیرون کشیده شد. خانه‌های مکشوفه و ساختمان‌های باستانی که در جریان کاوش‌ها به دست آمدند، اتاق‌ها و تالارهایی منظم، ستون‌های ردیف شده، پله‌ها، طبقات مختلف و تنورهایی برای نانوایی داشتند. گذرگاه‌هایی زیبا و خیابان‌های طرح‌ریزی شده از دیگر نکات قابل توجه به‌شمار می‌رفتند.
برای احداث موزه هند در سال ۲۰۰۲ میلادی ۳۳ کانال (هر یک کانال معادل تقریباً ۵۰۰ متر مربع است) زمین اختصاص یافته بود. در مرحله دوم ۴۹٫۳۸۶ میلیون روپیه بودجه تخصیص داده شد که شامل بناهای جانبی از جمله رستوران، جاده کمربندی، مهمان‌سرا و هزینه اجرای حفاری‌ها می‌شد. پروژهٔ حفریات مجدد درسال ۲۰۰۹ به سرپرستی دکتر عبدالرحمن، استاد بازنشسته و مدیر اسبق گروه باستان‌شناسی دانشگاه پیشاور از سر گرفته شد. طی کاوش‌های صورت‌گرفته اشیای باستانی متعلق به ادوار پایانی حکومت کوشان تا پایان دوره حکومت امپراتوری گورکانی کشف گردید.
آیین گشایش این موزه با حضور دکتر احمد حسن دانی باستان‌شناس و ارشد سمیع خان دبیر فرهنگی وقت استان در سال ۲۰۰۹ برگزار شد.

## تاریخ

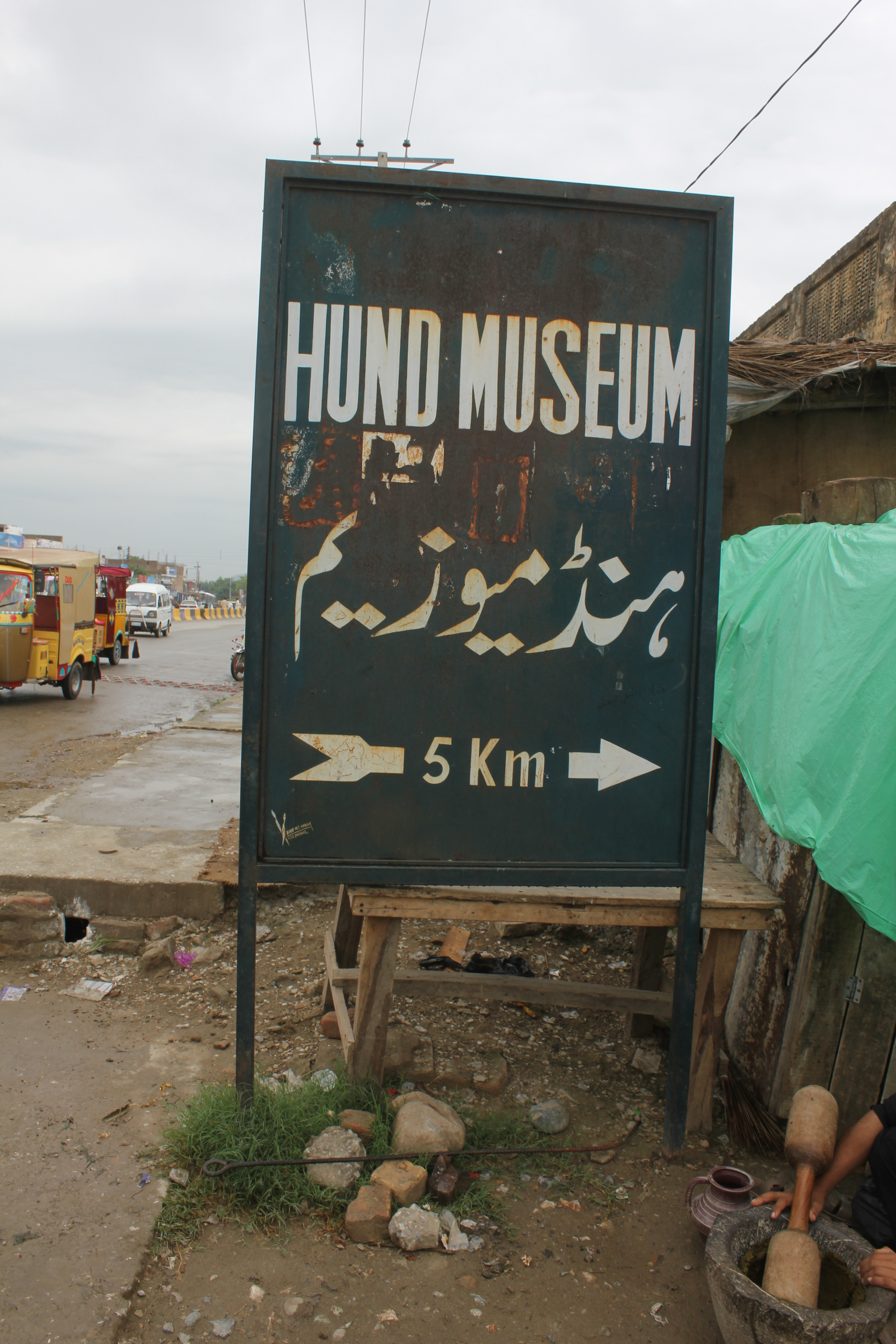
تابلوی راهنما در جاده سوابی-جهانگیره.

هند یکی از قدیمی‌ترین شهرهای ناحیهٔ سوابی است که بر ساحل راست رود سند بنا گردیده. این شهر دارای پیشینه تاریخی غنی است و سیر تکاملی از تمدن‌های گوناگون در تاریخ منطقه را پشت سر گذاشته‌است؛ دوره حکومت گنداره ، [هندوشاهیان]] و دورهٔ حکومت مسلمانان. اسکندر مقدونی پیش از لشکرکشی به نواحی جلگه‌ای سند، در حوالی سال ۳۲۷ پیش از میلاد از اینجا عبور می‌کند و شبی را در روستای هند سپری می‌کند. برای گرامیداشت یاد اسکندر و خاطره یک شب اسکان او در این مکان، ستونی به شیوه کورینتی در مجاورت موزه، برپا شده‌است.
راهب، محقق، جهانگرد، مترجم و زائر مشهور بودایی چینی، شوان‌زانگ، در سال ۶۴۴ پس از میلاد از این منطقه گذشت. پس از پیشاور و چارسده، این شهر در قرن نهم میلادی پس از چارسده (در آن زمان: پوش‌کالاوتی) و پیشاور (پیشتر پرورشه‌پوره) سومین پایتخت سلسله شاهی هندو بود. گفته می‌شود که سلطان محمود غزنوی،  معزالدین محمد غوری و بابر هنگام حمله به این منطقه از این مکان عبور کرده‌اند. ظاهراً چنگیزخان تا هند به دنبال خوارزمشاه تاخته است، جایی که خوارزمشاه به آب سند پرید.
سید احمد بریلوی پس از پیروزی خود بر نیروهای سیک در سال ۱۸۲۶ توسط حاکم محلی خَدی خان در اینجا مورد استقبال قرار گرفت. با این حال، نیروهای خدی خان پس از توطئه خان علیه او به شهر حمله کردند.